# Institut polytechnique des sciences avancées
Institut polytechnique des sciences avancées je francoska zasebna univerza s sedežem v kraju Ivry-sur-Seine, Lyon, Marseille in Toulouse, Île-de-France in Jug-Pireneji, Francija.
IPSA je članica IONIS Education Group.